# Sanxi (köpinghuvudort i Kina, Hubei Sheng, lat 29,83, long 114,94)
Sanxi är en köpinghuvudort i Kina. Den ligger i provinsen Hubei, i den centrala delen av landet, omkring 110 kilometer sydost om provinshuvudstaden Wuhan. Antalet invånare är 37 787. Befolkningen består av 18 123 kvinnor och 19 664 män. Barn under 15 år utgör 21,0 %, vuxna 15-64 år 70 %, och äldre över 65 år 7,0 %.
Runt Sanxi är det tätbefolkat, med 397 invånare per kvadratkilometer. Närmaste större samhälle är Futu, 16,3 km nordost om Sanxi. I omgivningarna runt Sanxi växer i huvudsak blandskog.
Genomsnittlig årsnederbörd är 2 075 millimeter. Den regnigaste månaden är maj, med i genomsnitt 315 mm nederbörd, och den torraste är januari, med 48 mm nederbörd.